# In dulci jubilo
In dulci jubilo (с лат. буквально — в сладком ликовании) — церковная песня, известная в Германии с XIV века; со 2-й половины XVI и до XVIII века — один из самых популярных лютеранских хоралов.

## Текст и музыка
Текст макаронический, преимущественно немецкий с вкраплением латинских фраз. Предполагается, что песня изначально была латинской, которую немецкий поэт (возможно, Генрих Сузо) тропировал. Наиболее раннее письменное вхождение (только текст, без нот) относится к концу XIV века — оно находится в кодексе Майнцской городской библиотеки (Hs I 164, f. 200v; см. иллюстрацию 2). Нотированная версия отмечается в песеннике Петера Дрезденского (Peter von Dresden) в 1440 году. Первая печатная версия песни, как считается, появилась в песеннике немецкого книгоиздателя Йозефа Клюга (1529) (см. иллюстрацию 1).
Число строф хорала нестабильно — от трёх до шести, количество строк в строфах в разных версиях колеблется между десятью и семью. В современные песенники лютеран макароническая In dulci jubilo не входит, вместо неё поётся немецкая контрафактура песни с инципитом «Nun singet und seid froh» (впервые опубликована в 1646 году в Ганноверском песеннике; в нынешней Evangelisches Gesangbuch фигурирует под номером EG 35). 
В форме In dulci jubilo нет привычного для лютеранского хорала деления на повторяющиеся столлы и припев, с разной рифмовкой (подробнее см. Бар (музыкальная форма)). Текст In dulci jubilo — строфическая песня со сквозной рифмовкой (см., например, 3-ю и 5-ю строки), типичная для католического гимна, а музыкальная форма построена как AABBC, где А — запев, B — припев, а C — его 4-тактовое расширение. 

### Текст (старинная макароническая версия)
Примечание. Приведена 4-строфная версия. Латинские фразы выделены курсивом
1. In dulci jubilo

Nun singet und seid froh!

Unsers Herzens Wonne

Leit in praesepio;

Und leuchtet als die Sonne

Matris in gremio

Alpha es et O!

2. O Jesu parvule,

Nach dir ist mir so weh.

Tröst' mir mein Gemüte.

O puer optime,

Durch alle deine Güte

O princeps gloriae,

Trahe me post te.

3. O patris caritas,

O nati lenitas,

Wir wären all verdorben

Per nostra crimina

So hat er uns erworben

Coelorum gaudia

Eia, wären wir da!

4. Ubi sunt gaudia

Nirgend mehr denn da!

Da die Engel singen

Nova cantica,

Und die Schellen klingen

In regis curia.

Eia, wären wir da!

### Текст (немецкая версия, 1646)
Примечание. Показана только первая строфа
1. Nun singet und seid froh,

Jauchzt alle und sagt so:

Unsers Herzens Wonne

Liegt in der Krippen bloß

Und leucht' doch als die Sonne

In seiner Mutter Schoß.

Du bist A und O, du bist A und O.

### Текст (английская версия, ок. 1567)
Примечание. Показана только первая строфа. Курсивом выделены вкрапления латыни
1. Now let us sing with joy and mirth,

In honour of our Lordes birth,

Our heart's consolation

Lies in praesepio,

And shines as the sun,

Matris in gremio.

Alpha is and O, Alpha is and O.

### Текст (латинская версия, 1601)
Примечание. Показана только первая строфа
1. In dulci iubilo 

cantate Domino!

Nostri cordis gaudium 

est in praesepio,

et fulget ut lux solis 

in matris gremio.

Alpha est et O!

## Рецепция
Музыку «In dulci jubilo» обрабатывали многие немецкие композиторы, среди них Иоганн Вальтер, Зет Кальвизий, Михаэль Преториус, Иоганн Герман Шейн, Дитрих Букстехуде (кантата BuxWV 52). Трижды песню обрабатывал И. С. Бах, в частности, в хоральных прелюдиях BWV 608 (Органная книжечка) и BWV 729.

## Нотные издания и литература
- Clytus Gottwald. In dulci jubilo. Morphogenese eines Weihnachtsliedes // Jahrbuch für Liturgik und Hymnologie 9 (1964), S. 133–143.
- Evangelisches Kirchengesangbuch (EKG). Leipzig, 1983.
- Konrad Ameln. Die Cantio „In dulci jubilo“ // Jahrbuch für Liturgik und Hymnologie 29 (1985), S. 23–78.
- Anne-Dore Harzer. In dulci jubilo. Fassungen und Rezeptionsgeschichte des Liedes vom 14. Jahrhundert bis zur Gegenwart. Tübingen: Francke, 2006. ISBN 3-7720-8128-2.